# Achmedi Yskakow
Achmedi Yskakuły Yskakow (kaz. Ахмеди Ысқақұлы Ысқақов; ur. 19 listopada 1910 w rejonie Abaj w obwodzie wschodniokazachstańskim, zm. 30 maja 1996 w Ałmaty) – kazachski językoznawca. Zajmował się morfologią języka kazachskiego, jego ortografią, a także leksykologią, leksykografią oraz metodami glottodydaktycznymi w nauczaniu języka rosyjskiego.
Doktoryzował się w 1965 roku. W 1968 został mianowany profesorem.

## Wybrana twórczość
- Сөздің морфологиялық құрамы мен қазіргі қазақ тіліндегі атаушы есімдер. Алматы, 1964
  - Морфологическая структура слова и именные части речи в современном казахском языке. Алма-Ата, 1964.
- Қазақ тілінің грамматикасы: (Морфология). Алматы, 1967. 1 том, (авторлас)
  - Грамматика казахского языка: (Морфология). Алма-Ата, 1967. Т. 1 (соавтор).
- Қазіргі қазақ тілі: (Морфология). Алматы, 1964, 1974.